# Parachelon grandisquamis
Parachelon · Mulet à grandes écailles, Mulet écailleux
Genre
Espèce
Parachelon grandisquamis, le Mulet à grandes écailles ou Mulet écailleux, unique représentant du genre Parachelon, est une espèce de la famille des Mugilidae qui se rencontre dans tous les milieux depuis l'eau douce jusqu'à l'eau de mer.

## Description
Parachelon grandisquamis peut mesurer jusqu'à 40 cm de longueur totale mais sa taille habituelle est d'environ 25 cm, queue non comprise. 

## Répartition
Cette espèce de mulets se rencontre dans l'Atlantique est, depuis le fleuve Sénégal jusqu'au Congo ainsi que sur les îles de Bioko et de São Tomé. Elle a été également mentionnée en Mauritanie.

## Systématique
Le nom valide complet (avec auteur) de ce taxon est Parachelon grandisquamis (Valenciennes, 1836).
Le genre Parachelon a été créé en 2012 par Jean-Dominique Durand (d), Wei-Jen Chen (d), Kang-Ning Shen (d), Cuizhang Fu (d) et Philippe Borsa (d),.
Ce taxon porte en français les noms vernaculaires ou normalisés suivants : Mulet, Mulet à grandes écailles, Mulet écailleux.
Parachelon grandisquamis a pour synonymes :
- Liza grandisquamis (Valenciennes, 1836)
- Mugil grandisquamis Valenciennes, 1836
- Mugil grandisquammis (Valenciennes, 1836)
- Mugil hypselopterus Günther, 1861
- Mugil productus Fischer, 1885
- Mugil schlegeli Bleeker, 1863
- Mugil schlegelii Bleeker, 1863

### Étymologie
Le nom générique, Parachelon, est la combinaison du grec ancien παρά (pará), « à côté de », et du genre Chelon.
L'épithète spécifique, grandisquamis, composée du latin grandis, « grand(e) », et squamis, « écaille », fait référence aux grandes écailles que présente cette espèce. Elles sont au nombre de 26 à 28 le long de la ligne latérale, comparativement au 45 des espèces Chelon auratus et Mugil cephalus qui étaient alors considérées comme appartenant au même genre. 

### Publications originales
- Genre Parachelon :
  - (fr + en) Jean-Dominique Durand, Wei-Jen Chen, Kang-Ning Shen, Cuizhang Fu et Philippe Borsa, « Genus-level taxonomic changes implied by the mitochondrial phylogeny of grey mullets (Teleostei: Mugilidae) », Comptes Rendus. Biologies, Académie des sciences, vol. 335, nos 10-11,‎ 15 octobre 2012, p. 687-697 (ISSN 1631-0691 et 1768-3238, OCLC 49200702, PMID 23199637, DOI 10.1016/J.CRVI.2012.09.005, lire en ligne).
- Espèce Parachelon grandisquamis sous le taxon Mugil grandisquamis :
  - G. Cuvier et A. Valenciennes, Histoire naturelle des poissons, 1836, Tome onzième, Livre treizième, « De la famille des Mugiloïdes ».